# جوردن ريتشاردز
جوردن ريتشاردز (بالإنجليزية: Jordan Richards)‏ (25 أبريل 1993 بسندرلاند في المملكة المتحدة - ) هو لاعب كرة قدم بريطاني في مركز الوسط. لعب مع نادي هارتلبول يونايتد.

## وصلات خارجية
- جوردن ريتشاردز على موقع قاعدة بيانات كرة القدم.إي يو (الإنجليزية)
- جوردن ريتشاردز على موقع Soccerbase.com (لاعب) (الإنجليزية)
- جوردن ريتشاردز على موقع Soccerway.com (الإنجليزية)